# 1940年臺灣
|        | 臺灣歷史 \| 台灣歷史年表 |
| 世纪： | 19世纪臺灣 \| 20世纪臺灣 \| 21世纪臺灣 |
| 年代： | 1910年代臺灣 \| 1920年代臺灣 \| 1930年代臺灣 \| 1940年代臺灣 \| 1950年代臺灣 \| 1960年代臺灣 \| 1970年代臺灣                                           |
| 年份： | 1935年臺灣 \| 1936年臺灣 \| 1937年臺灣 \| 1938年臺灣 \| 1939年臺灣 \| 1940年臺灣 \| 1941年臺灣 \| 1942年臺灣 \| 1943年臺灣 \| 1944年臺灣 \| 1945年臺灣 |
| 纪年： | 庚辰年（龙年）、日本昭和15年 |

## 政府

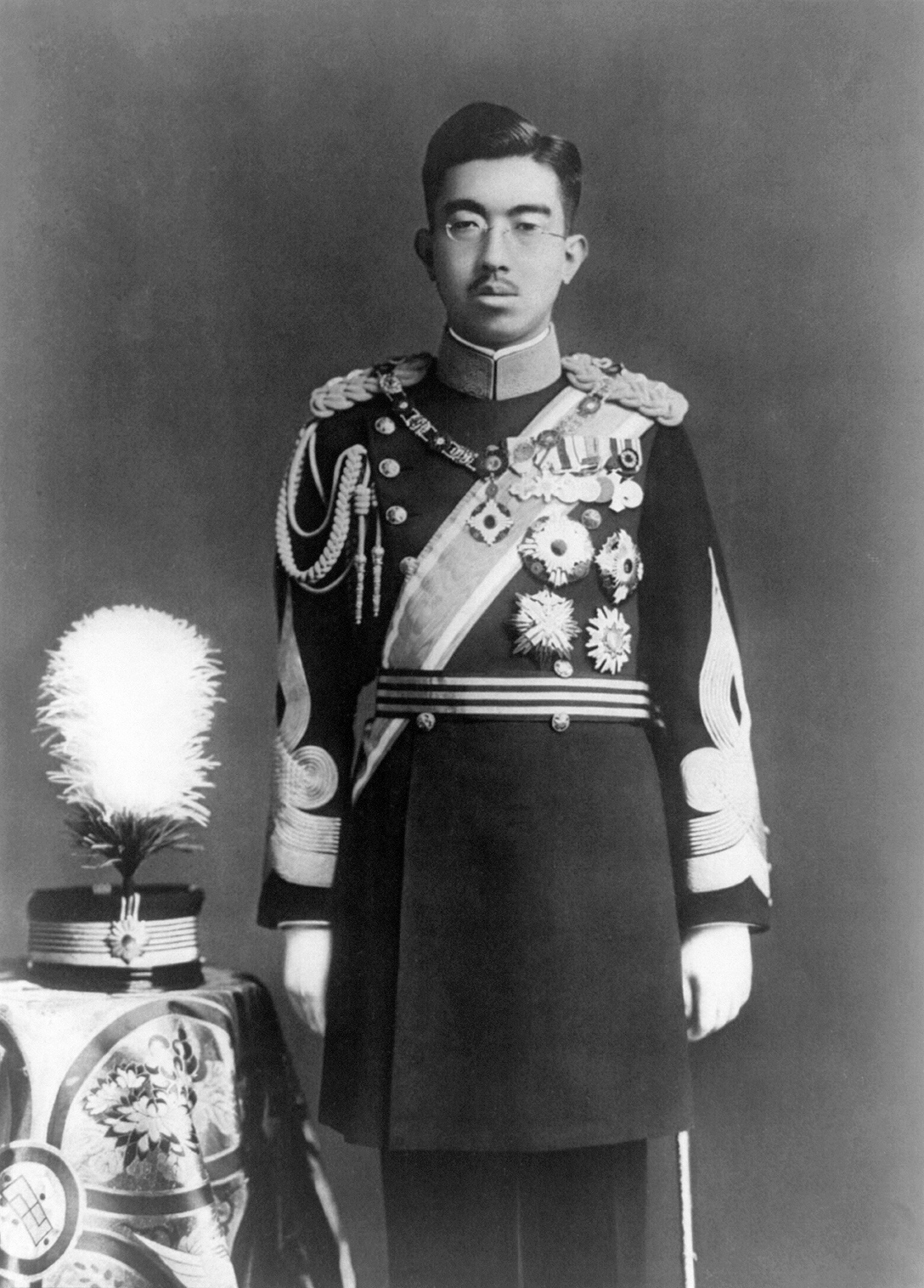
天皇：昭和天皇
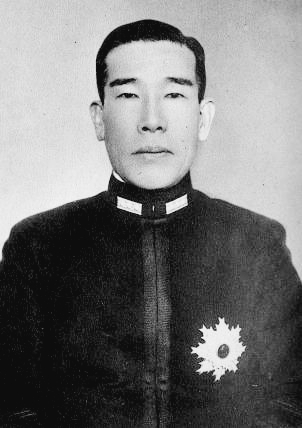
臺灣總督：長谷川清
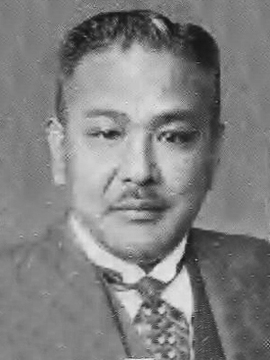
總務長官：齋藤樹

### 成員變動

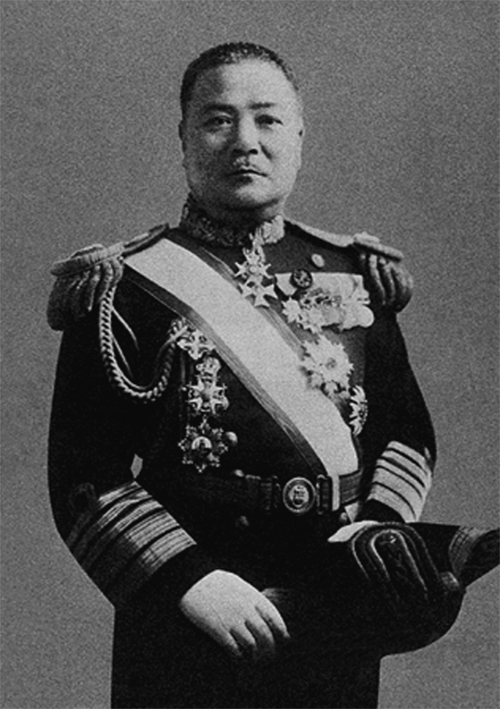
臺灣總督：小林躋造（辭職）
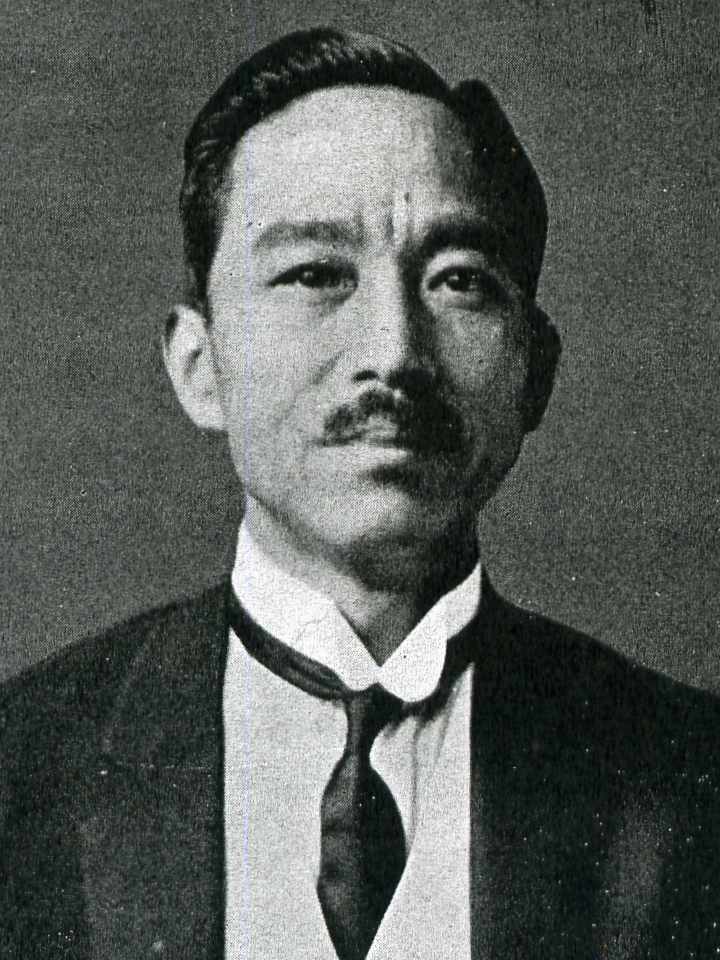
總務長官：森岡二朗

## 大事記
- 6月17日：
  - 臺北州七星郡的北投庄升格為北投街[1]。
  - 臺北州海山郡的鶯歌庄、三峽庄升格為鶯歌街、三峽街[1]。
  - 新竹州竹南郡的竹南庄、頭分庄升格為竹南街、頭分街[1]。
  - 臺中州員林郡的田中庄升格為田中街[1]。
  - 臺中州新高郡的集集庄升格為集集街[1]。
  - 臺中州竹山郡的竹山庄升格為竹山街[1]。
  - 臺南州新化郡的善化庄升格為善化街[1]。
  - 臺南州斗六郡的斗南庄升格為斗南街[1]。
  - 高雄州恆春郡的恆春庄升格為恆春街[1]。
  - 花蓮港廳鳳林郡的鳳林庄升格為鳳林街[1]。
- 10月1日：
  - 臺南州新豐郡永寧庄廢庄，其底下的「鞍子」、「灣裡」改隸臺南市，「牛稠子」、「十三甲」、「車路墘」、「三甲子」、「大甲」等大字則改隸同郡的仁德庄[2]。
  - 臺南州新豐郡仁德庄的「虎尾寮」改隸臺南市[2]。
  - 高雄州岡山郡左營庄廢庄，底下的「左營」、「菜公」、「下蚵子寮」、「廍後」、「竹子腳」、「埤子頭」、「覆鼎金」、「援中港」、「下鹽田」、「右沖」等大字改隸高雄市[2]。
  - 高雄州鳳山郡鳳山街的「五塊厝」、「籬子內」改隸高雄市[2]。
  - 高雄州鳳山郡小港庄的「草衙」、「佛公」改隸高雄市[2]。
  - 高雄州鳳山郡鳥松庄的「灣子內」、「本館」改隸高雄市[2]。
- 10月24日：第二代新竹神社完工[3]:96。
- 10月28日：宜蘭街改制為州轄市的宜蘭市[4]:123。

## 出生
参见： 1940年出生
- 1月5日——歐鴻鍊，外交官。曾任駐瓜地馬拉大使、外交部部長。
- 1月16日——李子駸：政治人物，曾任立法委員、台灣省議員、沙鹿鎮（今沙鹿區）鎮長。
- 1月28日——吳庚，法律學者。曾任司法院大法官。出生於中國廣東省萬寧縣。（2017年逝世）
- 2月2日——謝雷：歌手。
- 3月1日——黃明和：醫師、政治人物，現任秀傳醫療集團總裁，曾任立法委員、厚生基金會董事長。
- 3月5日——洪茂雄：政治學家，曾任南華大學歐洲研究所兼任教授、東吳大學中歐洲研究中心顧問、國立政治大學國際關係研究中心研究員。
- 3月8日——張隆盛：政治人物，曾任營建署署長、環境保護署署長、經濟建設委員會副主任委員。
- 3月20日——林豐正：政治人物，曾任政務委員、內政部部長、交通部部長、台北縣縣長。
- 3月22日——沈錦堂：作曲家。
- 3月23日——蔡義本：地球物理學家，曾任中央研究院地球科學研究所所長。
- 4月6日——陳由豪，企業家。東帝士集團創辦人兼總裁，因掏空、涉嫌背信等罪遭通緝中。
- 4月24日——詹森：演員，後來於1969年赴香港發展。
- 4月25日——江鵬堅，律師、政治人物。曾任美麗島大審辯護律師、民主進步黨創黨主席。（2000年逝世）
- 5月5日——蔡辰男，企業家。蔡萬春之子。
- 6月19日——陳健振：高爾夫球運動員，是陳金獅之子。
- 6月24日——蘇昱彰：武術家。
- 7月10日——
  - 任富勇，政治人物。曾任新竹市市長、國大代表。（2010年逝世）
  - 陳肇敏，軍人。曾任空軍總司令、國防部部長。
- 7月19日——郁慕明，政治人物。曾任立法委員，曾任新黨黨主席。出生於中國上海。
- 8月5日——胡勝正：經濟學家、政治人物，曾任政務委員、金融監督管理委員會主任委員、經濟建設委員會主任委員、中華經濟研究院董事長、中央研究院經濟研究所所長。
- 8月9日——謝敏男：高爾夫球運動員。
- 8月20日——楊青矗，鄉土文學作家。代表作為《在室男》、《工廠人》。
- 8月24日——江博明：地球化學家，曾任中央研究院院士、國立台灣大學地質系講座教授。
- 9月6日——楊牧：詩人、文學家。
- 9月8日——王賢明：體操運動員。
- 9月22日——丘秀芷：作家。
- 9月25日——許達然：作家、歷史學家。
- 10月1日——王禎和，作家。著有《嫁粧一牛車》、《玫瑰玫瑰我愛你》。（1990年逝世）
- 10月15日——吳武典：特殊教育學家，曾任國立台灣師範大學特殊教育研究所所長。
- 10月16日——劉福助，歌手、演員、主持人。
- 10月28日——林源朗，政治人物。曾任立法委員、南投縣縣長。
- 11月24日——馬榮吉：政治人物，曾任埔里鎮鎮長、臺灣省議員。
- 11月30日——呂新民：教師、政治人物，曾任立法委員、八德鄉（今八德區）鄉長。
- 12月1日——敻虹：詩人、教師。
- 12月2日——林清江：哲學家、政治人物，曾任考試委員、政務委員、台灣省教育廳廳長、研究發展考核委員會委員、教育改革審議委員會委員、國立中正大學校長。
- 12月17日——林瑞雄，公共衛生學者。曾任臺灣大學公共衛生學院院長。
- 12月19日——方壽祿：軍事人物。
- 12月22日——許登宮：企業家、政治人物，曾任立法委員、正昌化工公司董事長。
- 12月24日——楊敏盛：醫學家，曾任敏盛醫療集團總裁、新生醫護管理專科學校校長、中國醫藥學院兼任副教授。
- 12月28日——林源朗：教師、政治人物，是林洋港之弟，曾任立法委員、國民大會代表、南投縣縣長。

## 逝世
- 3月23日——藍高川，商人、銀行家。出身里港藍家，曾任臺灣總督府評議會評議員。（1872年出生）